# Baptiste Cope
Pas d'image ? Cliquez ici

a Compétitions nationales et continentales officielles uniquement.

Dernière mise à jour le 29 mars 2025.
Baptiste Cope, né le 9 février 2002, est un joueur français de rugby à XV évoluant principalement au poste de troisième ligne aile.

## Biographie

### Formation
Baptiste Cope débute le rugby à XV à l'âge de onze ans dans le club de Sor Agout (union des villages de Saïx et Soual). Trois ans plus tard, il arrive au Castres olympique en cadet.

### En club
Baptiste Cope dispute son premier match avec l'équipe professionnelle du Castres olympique le 18 décembre 2020 en Challenge européen face aux Newcastle Falcons en tant que remplaçant et en entrant en jeu à la 71e minute à la place de Stéphane Onambele.
Il participe aux trois étapes de la saison 2021 du Supersevens avec Castres[réf. nécessaire].
Il retrouve du temps de jeu avec l'équipe professionnelle le 17 décembre 2022 en Champions Cup face à Édimbourg Rugby. Il joue son premier match de Top 14 le 23 décembre 2022 face au Stade toulousain en remplaçant Baptiste Delaporte à la 70e minute,. À la fin de cette saison, il prolonge son contrat avec Castres jusqu'en 2026.
En mars 2024, il subit une commotion cérébrale lors d'un match face au Lyon OU, lui faisant manquer le reste de la saison.
En novembre 2024, il subit une rupture du biceps, ce qui l'écarte des terrains pour une durée de quatre mois.

## Palmarès
Néant.